# Orphanage
Orphanage was een Nederlandse metalband, die bestond tussen 1994 en 2005. Ze waren een van de eerste Nederlandse metalbands die grunts en vrouwelijke zang combineerden. Door het gebruik van een breed scala aan muzikale contrasten wisten ze een unieke stijl te ontwikkelen, die zowel binnen als buiten de metalscene zeer gewaardeerd werd om zijn diversiteit.
Ze speelden live op podia in Nederland, België, Duitsland, Oostenrijk, Frankrijk en Zwitserland. Enkele van de meest bijzondere shows vonden plaats op de festivals "Dynamo Open Air" (2 maal), "Graspop Metal Meeting", de "Summer Metal Meeting" en "A Campingflight to Lowlands Paradise". In heel Europa reageerde het publiek enthousiast; Orphanage was te zien samen met onder andere Within Temptation, Kreator, The Gathering, Morphia, After Forever, Grip inc., Sodom, Samael en My Dying Bride. Gastoptredens waren er onder andere met de bandleden van Within Temptation, Exodus, Celestial Season, Gorefest, een vijfkoppige blazerssectie, een strijkkwartet en een veertienkoppig gregoriaans koor.
Half oktober 2005 kwam er na 11 jaar een eind aan Orphanage. Het officiële statement geeft aan dat er geen basis van vertrouwen binnen de band meer was om nog een nieuw album te produceren en dat er irritatie bij de leden onderling was. Hierdoor wordt het onwaarschijnlijk geacht dat de band ooit nog bij elkaar zal komen. Het laatste wapenfeit was een eigen interpretatie van het nummer "Opzij" van Herman van Veen voor een benefietverzamel-cd met de naam "We hebben maar een paar minuten tijd". Bassist Remko van der Spek en gitarist Theo Holsheimer zijn verdergegaan met de nieuwe "math metal"-band CiLiCe. Zanger George Oosthoek maakt sinds 2016 deel uit van de symfonische death metal band MaYaN.

## Bezetting
- George Oosthoek - zang
- Guus Eikens - gitaar, toetsinstrumenten, zang
- Marcel Verdurmen - gitaar
- Remko van der Spek - basgitaar
- Rosan Van Der Aa - zang
- Sureel - drums
- Theo Holsheimer - gitaar

## Overige muzikanten
- Eric Hoogendoorn - basgitaar
- Erwin Polderman - drums
- Lasse Dellbrügge - toetsinstrumenten
- Lex Vogelaar - gitaar, zang
- Martine van Loon - zang
- Stephen van Haestregt - drums

## Discografie

### Demo's
- Morph (1993)
- Druid (1994)

### Albums
- Oblivion (1995)
- By Time Alone (1996)
- Mountains (1997)
- Inside (2000)
- Driven (2004)